# Lübecker Senat 1901 und 1902

Flagge Lübecks 1890–1935

Der Senat der Freien und Hansestadt Lübeck als Kabinett in den Jahren 1901 und 1902. 

## Bürgermeister

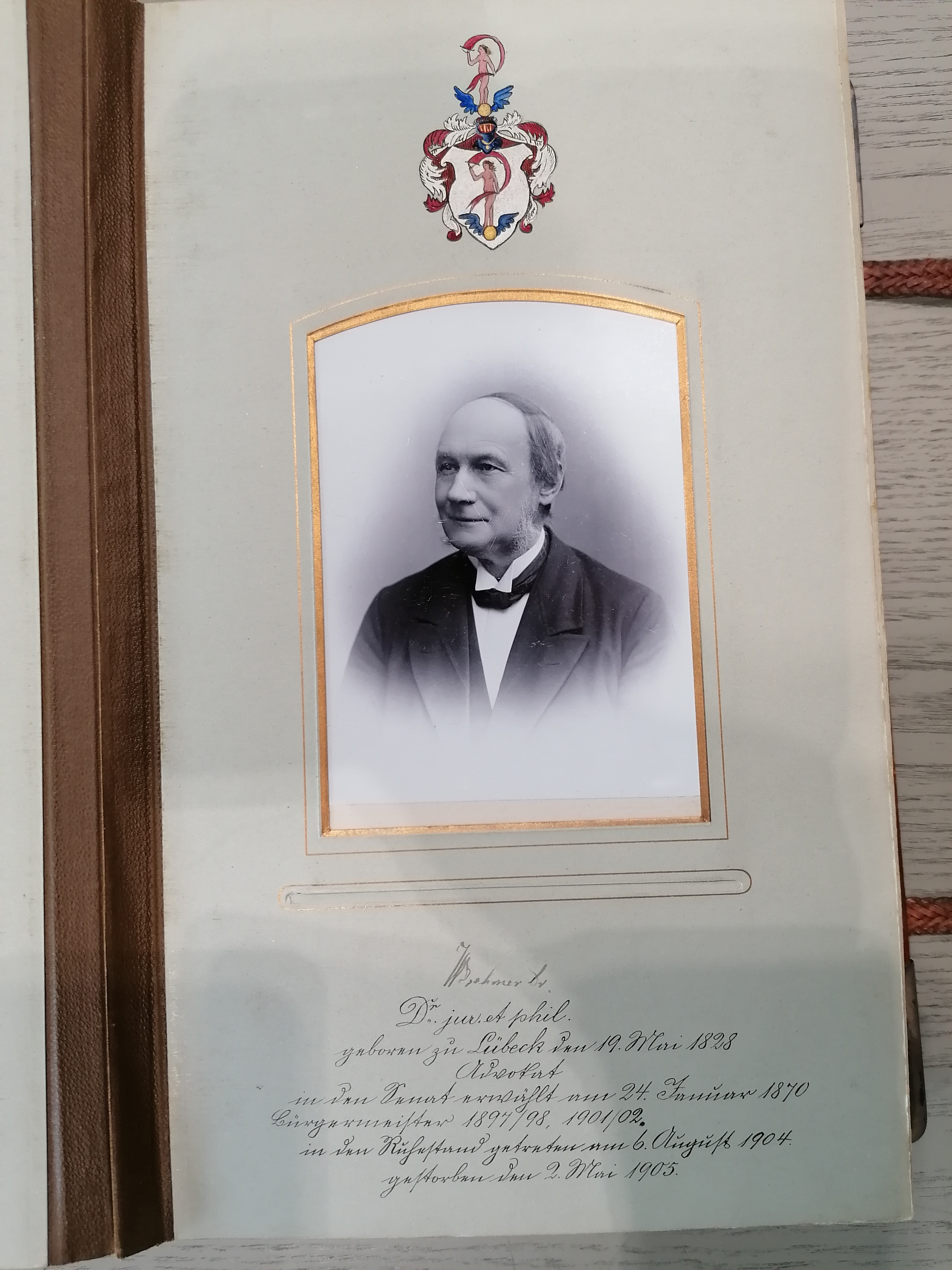
Wilhelm Brehmer

- Wilhelm Brehmer, Senator seit 1870

## Senatoren
- Heinrich Theodor Behn, seit 1858. Ruhestand am 9. Dezember 1901.
- Heinrich Klug, seit 1879
- Heinrich Alphons Plessing, seit 1879
- Emil Wolpmann, seit 1883
- Johann Hermann Eschenburg, seit 1884
- Johann Georg Eschenburg, seit 1885
- Georg Arnold Behn, seit 1889
- Hermann Deecke, seit 1891. Verstorben am 15. Dezember 1901.
- Friedrich Heinrich Bertling, seit 1893
- Ernst Christian Johannes Schön, seit 1895
- Emil Ferdinand Fehling, seit 1896
- Alfred Stooß, seit 1897
- Eduard Friedrich Ewers, seit 1899
- Emil Possehl, seit 1901
- Eugen Emil Arthur Kulenkamp, seit 1902